# Horváth László (labdarúgó, 1966)
Horváth László (1966. december 1. – 2017. április 30.) labdarúgó, csatár.

## Pályafutása
Domoszlón kezdte a labdarúgást, majd a Hatvani Kinizsi csapatában játszott 1985-től. Sorkatonai szolgálata alatt a H. Papp József SE játékosa volt. 1987 és 1991 között a Békéscsaba csapatában szerepelt, ahol egy MNK-győzelmet ért el a csapattal.  1991 és 1993 között a Vác FC-Samsung labdarúgója volt. A váci csapattal két bajnoki ezüstérmet szerzett és kupadöntős volt. Az 1993–94-es szezonban a Parmalat FC, az azt követő idényben ismét a Békéscsaba játékosa volt. 1995-ben fejezte be az aktív labdarúgást, majd visszatért Domoszlóra, ahol rövid ideig még amatőrként játszott.

## Sikerei, díjai
Békéscsabai ESSC
- Magyar kupa (MNK)
  - győztes: 1988

 Vác FC-Samsung
- Magyar bajnokság
  - 2.: 1991–92, 1992–93
- Magyar kupa (MNK)
  - döntős: 1992